# 派切山
14°35′40″S 72°48′04″W / 14.59444°S 72.80111°W
派切山（Paychi），是秘魯的山峰，位於該國南部阿普里馬克大區，由安塔班巴省的安塔班巴區負責管轄，屬於萬索山脈的一部分，海拔高度5,000米。